# Liste de lacs en Égypte
La Liste des lacs en Égypte répertorie la liste non exhaustive des lacs sur le territoire égyptien,.

## Lacs principaux selon leurs types
Il existe en Égypte des lacs de type salé, à savoir le lac de Siwa. Le seul lac naturel, le lac Qarun, lui aussi salé, est situé près d'El Fayum. Il couvre 220 km2 et avait à l'origine des eaux douces, sa salinité augmentant depuis 1920. Le lac est peu profond et est fertile.